# Charles-Henri Sanson
Charles-Henri Sanson de Longval (15. února 1739 Paříž – 4. července 1806, tamtéž) byl francouzský kat pocházející z rodiny, kde se toto povolání dědilo po několik generací. Sanson během svého působení v Paříži vykonal téměř 3000 poprav a to především v období Velké francouzské revoluce. Mezi významné osobnosti, které popravil, patřili např. král Ludvík XVI., Charlotta Cordayová, Georges Danton či Maximilien Robespierre.

## Původ
Pradědeček Charlese-Henri Sansona byl, podle publikovaných pamětí rodiny Sansonů, vojákem královské armády. Jedné noci byl při jízdě na koni zasažen bleskem. Pomoc našel v blízkém domě hlavního pařížského popravčího Pierra Jouanna, o jehož povolání neměl tušení až do chvíle, kdy se zasnoubil s jeho dcerou. Po Jouannově smrti byl, jako jediný mužský člen rodiny, jmenován oficiálním pařížským katem. Jelikož byla funkce popravčího dědičná, byli i jeho potomci povinováni vykonávat toto povolání. Charles-Henri byl čtvrtou generací Sansonů, kteří toto povolání vykonávali. Nejdříve se však k rodinnému podniku stavěl s odporem a raději se věnoval studiu medicíny na škole v Rouen, kde dosahoval dobrých výsledků. Bohužel, identita jeho rodiny byla vyzrazena a Sanson byl donucen studium ukončit. Následně byl vzděláván v soukromí.

## Kariéra kata
Sanson působil jako pomocník kata (svého strýce Roberta) již od svých 15 let. 28. března 1757 asistoval při popravě Roberta-Francoise Damiense, který byl odsouzen k rozčtvrcení koňmi za to, že se neúspěšně pokusil zavraždit krále Ludvíka XV. Před samotným rozčtvrcením byla Damiensovi podle rozsudku popálena ruka sírou, žhavými kleštěmi odtrhnuty kusy masa a do ran mu byla vlita horká směs smůly, oleje, vosku a olova. K samotnému roztrhání byli vybráni armádní koně, kteří se nehodili k tahu a proto se jim nepodařilo odtrhnout Damiensovi končetiny a ten tak nepřiměřeně dlouho trpěl, což pobouřilo přihlížející dav. Charles-Henri Sanson si vyžádal svolení zmírnit trýznění odsouzeného naříznutím šlach, po kterém byl Damiens konečně roztržen a jeho tělo spáleno na hranici. Tímto skutkem si Sanson získal respekt, jeho strýc však pod tíhou traumatizujícího zážitku ze své funkce odstoupil. Po jeho odchodu se vrchním pařížským katem stal Charles Baptiste Sanson, otec Charlese-Henriho. Poté, co zůstal vinou mozkové příhody částečně paralyzován, byl v roce 1778 jmenován právě Charles-Henri. Tuto pozici přijal zprvu pouze proto, že potřeboval zaopatřit svou rodinu.

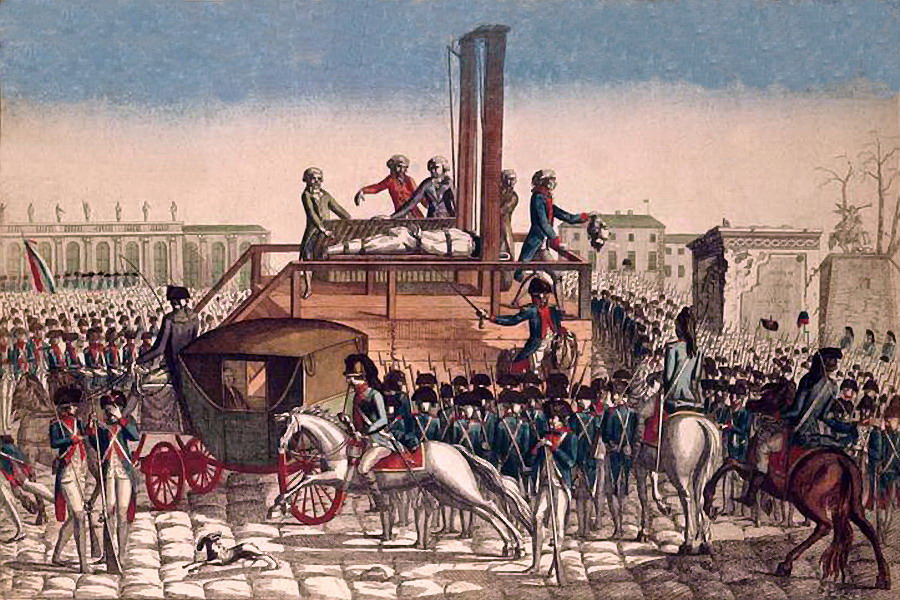
Poprava Ludvíka XVI.

Podle tehdy platných zákonů vykonával po většinu své kariéry popravy stětím mečem (vyšší šlechta), sekerou čí oběšením. V roce 1789 navrhl Joseph Ignace Guillotin Národnímu sněmu použití nově vyvinutého popravčího zařízení, které nejlépe naplňovalo myšlenky revoluce tím, že mohlo být humánně použito na kohokoliv bez rozdílu věku, pohlaví či společenského postavení. Gilotinu navrhl lékař Antoine Louis na základě podobných strojů, které se tou dobou již úspěšně používaly např. v Německu či Anglii. Systém gilotiny byl konzultován právě se Sansonem, který jí také jako první úspěšně odzkoušel na prasatech a mrtvých tělech. Historicky první popravu gilotinou pak vykonal 25. dubna 1792 na loupeživém vrahovi Nicolasi Jacques Pelletienovi. K nejvýznamnější popravě, kterou Sanson provedl, došlo 21. ledna 1793, kdy byl sťat král Ludvík XVI. odsouzený Národním konventem za velezradu. Den před popravou obdržel Sanson několik anonymních zpráv o plánovaném únosu krále do bezpečí. Byl připraven králi pomoci tím, že nebude únoscům bránit v jeho záchraně. K žádnému narušení popravy však nedošlo, Sanson musel krále popravit a podle příkazu jeho hlavu ukázat divákům. Během Velké francouzské revoluce vedl Sanson několik dalších významných poprav jako např. Ludvíka Filipa II. Orleánského, 22 girondistů, Charlotty Cordayové, Jeana Sylvaina Baillyho, Jacques-René Héberta, Georgese Dantona, Camilla Desmoulinse, Maximilliena Robespierra, Louise de Saint-Justa, Georgese Couthona a dalších.. V Paříži se stal známou postavou a byl označován jako "Velký Sanson".

## Osobnost
Pro své povolání byl Sanson stigmatizován veřejností. Sám sebe vnímal jako státního úředníka a proto si přál, aby s ním nebylo zacházeno jako s vrahem. Za svá práva aktivně bojoval, čímž se stal terčem kritiky v tisku. Ačkoliv většinu činností během poprav vykonávali spíše jeho pomocníci, Sanson musel být vždy přítomen, aby na průběh dohlížel a potvrdil smrt. Nestrpěl žádné ponižování popravovaných. Svého pomocníka, který před přihlížejícími nafackoval useknuté hlavě Charlotty Cordayové, nechal na tři měsíce uvěznit. Na vrcholu jakobínského teroru musel vykonávat desítky poprav denně, což mělo na jeho psychiku devastující dopad. V roce 1795 se rozhodl na svou funkci rezignovat.

## Následovníci
Sansonův syn Gabriel pracoval jako jeho pomocník od roku 1790. V roce 1792 však utrpěl smrtelný úraz při pádu z popraviště. Sansonův druhý syn Henri vykonával katovské řemeslo ještě během aktivního působení svého otce. Pod jeho dohledem pak řídil např. popravu královny Marie Antoinetty či popravu nechvalně proslulého prokurátora Antoina Quentina Fouquier-Tinvilla a později se sám stal vrchním pařížským katem. Sansonův vnuk Clement byl zbaven katovské funkce poté, co prodal gilotinu, aby získal prostředky na svůj okázalý život. Byl tak posledním z rodu, kdo toto povolání vykonával.